# Bästa sommarmiddagen
Bästa sommarmiddagen är en svensk realityserie som hade premiär på SVT1 och SVT Play den 30 april 2025. Serien består av fem avsnitt.

## Handling
Programledaren och dukningsexperten Gustav Broström skapar sommarens härligaste dukningar tillsammans med floristen Karl Fredrik Gustafsson och den inländska matkreatören Kia Arpia. De bjuder in nya gäster varje avvnitt  som behöver inspiration och vill lära sig mer om loppisfynd, blomsterarrangemang och matlagning.